# CNN

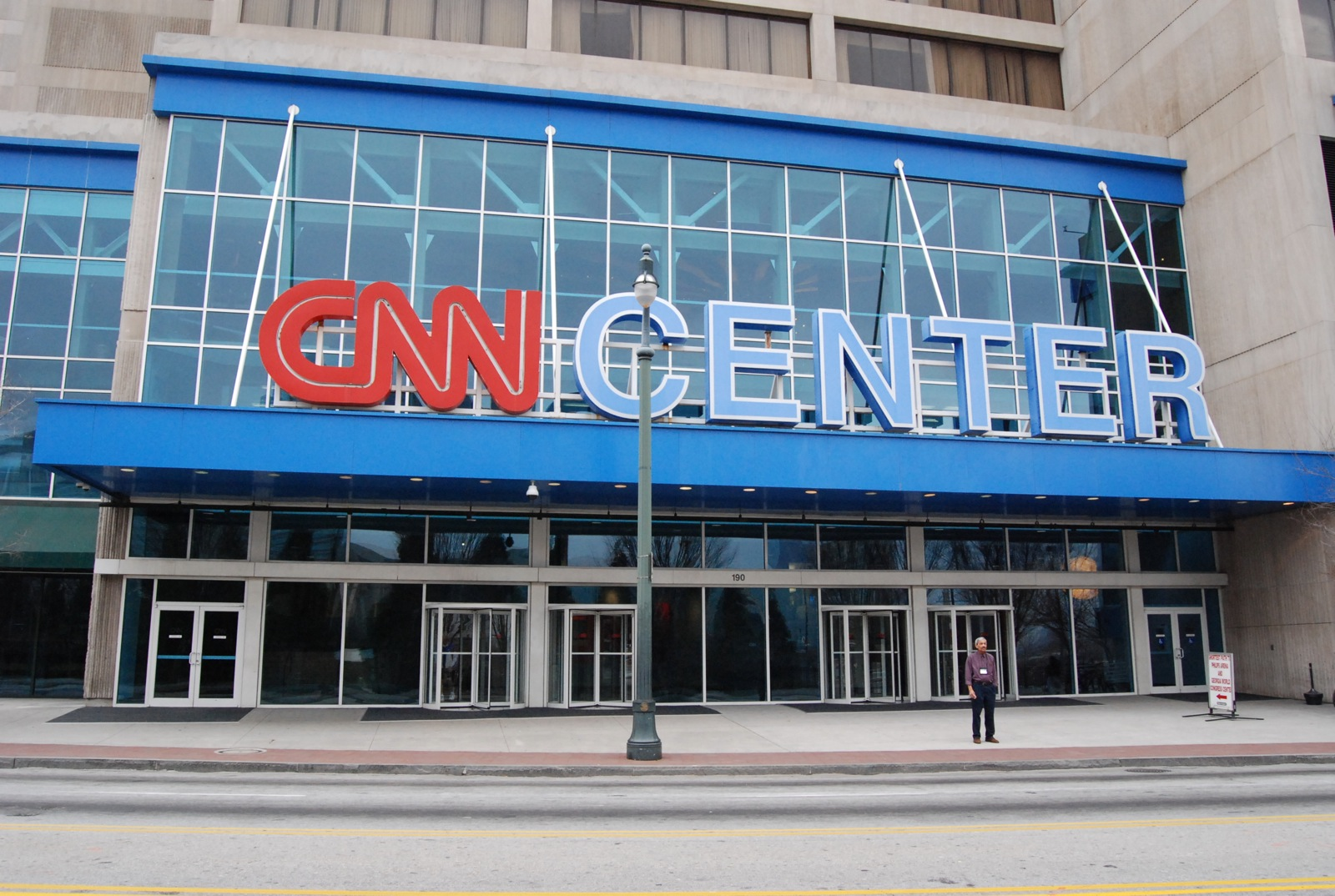
アトランタにあるCNNセンター

CNN（シーエヌエヌ、英語: Cable News Network）は、ワーナー・ブラザース・ディスカバリー傘下のCNNグローバルが所有するアメリカ合衆国のケーブルテレビおよび衛星放送向けのニュースチャンネルである。1980年にテッド・ターナーによって世界初の24時間放送するニュース専門のチャンネルとして設立された。ジョージア州アトランタに本社を置く。

## 概説
テッド・ターナーによって創立され、1980年6月1日に開局。タイム・ワーナー・グループの傘下ターナー・ブロードキャスティング・システムが所有。本社はアメリカ合衆国ジョージア州アトランタ市。
最初に設けられたアメリカ国内向けチャンネルは事業拡大に伴う所有チャンネル増加により、区別される為に「CNN US」と記される事がある。CNN USはケーブルテレビや衛星放送を通じて1億世帯で視聴可能。カナダや日本でも視聴可能（日本は2010年12月より）。
国際放送（CNNインターナショナル）は200以上の国と地域で視聴可能。
また、世界の特定の地域や言語に向けたローカルメディアを立ち上げる事にも積極的。

## チャンネル
- CNN US - 1980年6月1日開局。2007年9月1日HDサービス開始。
- HLN - CNN2 として開局。CNN HeadlineNewsへの名称変更を経て、現在の名称に。
  - CNN10 - HLNで放送されている、学生向けの報道教養番組。
- CNNインターナショナル - 1985年、CNNヨーロッパとして放送開始。
- CNN.com - CNN公式ウェブサイト。ニュースや番組紹介など。米国版と国際版の2系統がある。
- CNN Airport Network - アメリカの主要空港の搭乗ゲートにあるテレビを使い空港の天気や飛行機の発着情報を流している
- CNNエスパニョール - アメリカ合衆国及び中南米を主とするスペイン語圏向け放送。
- CNN Arabic - アラビア語版CNN（ニュースサイトとして展開する。テレビ放送としての展開は無い。）
- CNN Türk - トルコ版CNN
- CNN Indonesia - インドネシア版CNN
- CNN Philippines - フィリピン版CNN。運営企業の資金難を理由として、2024年1月で終了予定[4]。
- CNN CHILE - チリ版CNN
- CNN+ - スペイン版CNN（スペイン国内向けであり、CNN en Español とは異なる。2010年終了。また2022年に一時運用したストリーミングサービスCNN+とも異なる）
- CNN MEXICO - メキシコ版CNN（ニュースサイトとして展開。テレビ放送は CNN en Español で補完。）
- CNN-IBN - インド版CNN
- CNNj - 日本向けCNN
  - CNNインターナショナルの同時放送に日本語同時通訳を付けて配信。日本に関する番組や企画については当チャンネル独自編成を行う事も。
  - スカパー!（東経110度CS放送）（衛星基幹放送事業者はシーエス・ワンテン）・スカパー!プレミアムサービスや、全国各地のケーブルテレビ局にて配信している。
  - 運営は日本ケーブルテレビジョン（JCTV）。
- CNN.co.jp - ウェイバックマシン（2000年5月20日アーカイブ分） - 日本版CNN 
  - 米CNNから発信されるニュースを日本語で提供。ニュースサイトして展開。
  - 運営は朝日インタラクティブ。
- CNNfn - ビジネスニュースチャンネルで、CNN Finantial Networkの略。1996年開局、2004年12月にサービス終了。一部の番組はCNN/USで継続。
- CNN Sports Illustrated - スポーツニュースチャンネル。1996年に開局し2002年サービス終了。
- CNN.com/Live - CNN Pipelineとして24時間、多チャンネル配信する有料インターネットサービスを実施。CNN/Int'lの同時放送などが目玉。2007年7月1日から無料サービスに。
- iReport.com - 2008年2月13日、CNNの提供する視聴者参加型投稿メディアがベータテスト開始。編集なし、フィルターなしのニュース投稿サイト。スティーブ・ジョブズの心臓発作というデマが流れ、株価にも影響を与えたと報道される[5]。市民ジャーナリズムとテレビメディアとの実験的要素の強いサイト。
- CNN NewsSource Channel - マスメディアや特別な契約をした顧客向けのニュース配信サービス。一般向けのサービスは行っていない。
- n-tv - ドイツのニュースチャンネル。"CNN" の名を冠していないが、親会社がCNNと同じ ターナー・ブロードキャスティング・システム社のため「ドイツ語版CNN」とも言われる。
- CNN+ - 定額制動画配信サービス。2022年3月29日にサービスを開始したが、加入者数の伸び悩みや親会社の経営統合による方針転換もあり、同年4月30日で終了することを同月21日に発表した[6][7][8]。
- CNN Max - 動画配信サービス。2023年9月27日にベータ版を開始予定。親会社のワーナー・ブラザース・ディスカバリーが運営している定額制動画配信サービスのMaxに組み込む形で提供する[9]。

## 主な番組
時刻は全て東部標準時。
- アーリー・スタート（Early Start）：平日 4時 - 6時
- CNNディス・モーニング（CNN THIS MORNING）：平日6時 - 9時 / 土曜日 6時 - 9時 / 日曜日 6時 - 8時
- ザ・シチュエーション・ルーム（The Situation Room）：平日 17時 - 19時
ウォルフ・ブリッツァー（Wolf Blitzer）がアンカーを担当する政治ニュース番組。CNN記者リポートの他、ゲストインタビューなど。
- エリン・バーネット・アウトフロント（Erin Burnett OutFront）：平日 19時 - 20時
- アンダーソン・クーパー360°（Anderson Cooper 360°）：平日 20時 - 22時 / 翌 0時 - 2時（再放送）
アンダーソン・クーパーがアンカーのニュースショー。体当たり取材が持ち味で、世界各地の紛争地や災害現場からの中継をたびたび行っている。

## 過去の番組
時刻は全て東部標準時。
- スターティング・ポイント（Starting Point）：平日 7時 - 9時
- ピアース・モーガン・トゥナイト（Piers Morgan Tonight） ：平日 21時 - 22時
『ラリー・キング・ライブ』に代わるインタビュー番組。ホストはイギリス出身のピアース・モーガン。

## ストリーミングサービス
2022年3月29日、定額制動画配信サービスであるCNN+を開始したが、当初の想定よりも契約者数が少なかったことや親会社であるワーナー・ブラザース・ディスカバリーの合併に伴う経費削減などにより、開始から僅か3週間でサービス提供を打ち切ることを発表し、同年4月28日に2日前倒しする形でサービスを終了した。配信されていた一部の番組はグループ会社内の別の動画配信サービスであるMaxやDiscovery+などで継続している。
2023年8月、動画配信サービスのCNN Maxを同年9月27日からベータ版として開始することを発表した。CNN+とは違い、同サービスは親会社のワーナー・ブラザース・ディスカバリーが運営している定額制動画配信サービスのMaxに組み込む形で提供する。

## 支局

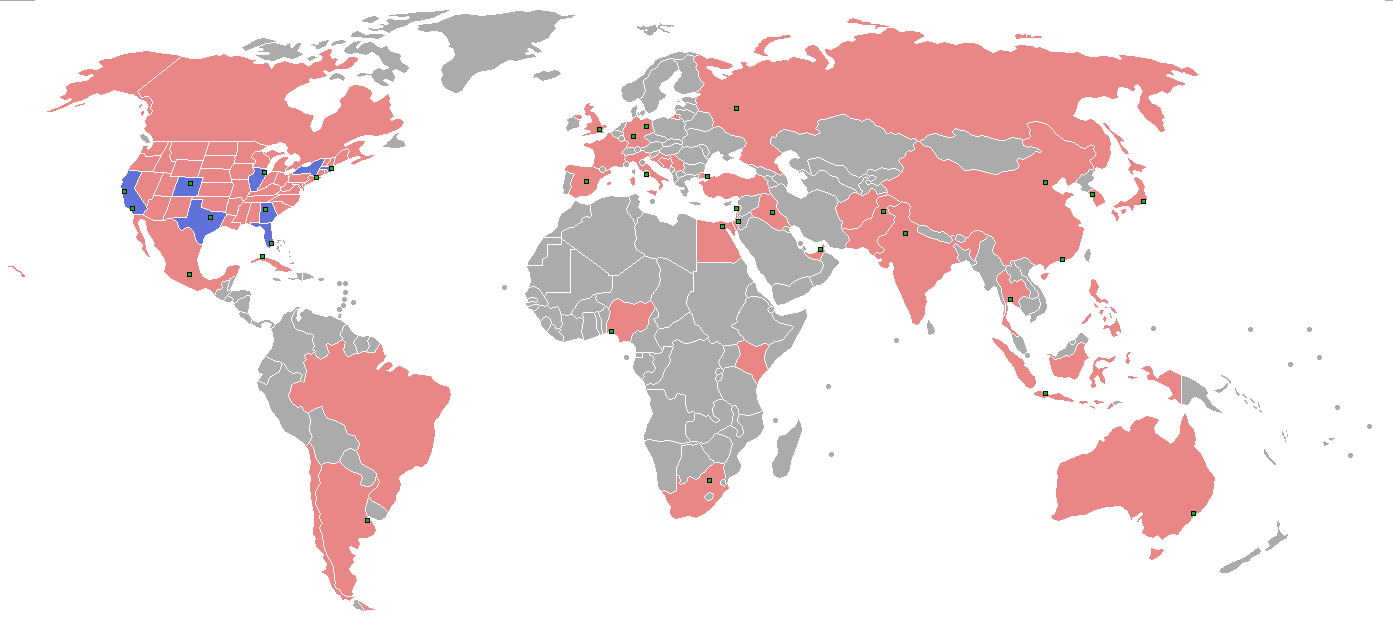
CNNの支局を持つ国
CNNの支局を持つアメリカの州

注釈：太字はCNNを開設した時以来運用している支局を表している。

### アメリカ合衆国
- アトランタ（本社）
- ボストン
- シカゴ
- ダラス
- ロサンゼルス
- マイアミ
- ニューオーリンズ
- ニューヨーク
- サンフランシスコ
- シアトル
- ワシントンD.C.

### 海外支局
| - 東京、日本 - 台北、台湾 - ソウル、大韓民国 - 北京、中華人民共和国 - 香港、中華人民共和国（アジア地域本部） - マニラ、フィリピン共和国（小支局） - バンコク、タイ王国 - ジャカルタ、インドネシア共和国 - ニューデリー、インド - イスラマバード、パキスタン・イスラム共和国 - バグダード、イラク共和国 - ドバイ、アラブ首長国連邦 - ベイルート、レバノン共和国 - アンマン、ヨルダン・ハシミテ王国（小支局） - エルサレム、イスラエル国 - カイロ、エジプト・アラブ共和国 - ラゴス、ナイジェリア連邦共和国 - ナイロビ、ケニア共和国（小支局） | - ヨハネスブルグ、南アフリカ共和国 - イスタンブール、トルコ共和国 - アテネ、ギリシャ共和国（小支局） - モスクワ、ロシア連邦 - ベルリン、ドイツ連邦共和国 - フランクフルト、ドイツ連邦共和国（小支局） - ブリュッセル、ベルギー王国（小支局） - パリ、フランス - ローマ、イタリア共和国 - マドリード、スペイン - ロンドン、イギリス（欧州地域本部） - ハバナ、キューバ共和国 - ボゴタ、コロンビア共和国（小支局） - メキシコシティ、メキシコ合衆国 - リオデジャネイロ、ブラジル連邦共和国（小支局） - サンパウロ、ブラジル連邦共和国（小支局） - ブエノスアイレス、アルゼンチン共和国 |

## 日本での展開

### 概要
- 1982年、CNNはテレビ朝日と提携した。
  - この提携はテレビ朝日にとって、海外ニュースの速報性に威力を発揮する事に繋がった。
実際にCNNのニュースソースを用いてチャレンジャー号爆発事故[11]やアメリカ同時多発テロ事件などで速報性の高い報道を行い、中でも『ニュースステーション』におけるエドゥサ革命発生時の報道[注 1]においては「（日本の）ニュース番組を変えた」とさえいわれた。
  - この提携が所縁で当時、朝日新聞社が筆頭株主でテレビ朝日も出資する日本ケーブルテレビジョン（JCTV）と提携。CNNの放送はJCTVが担う事になった。元々はJCTVが電電公社（現・NTT）の電話回線を通じて各ホテルや大使館、外国人マンション等の来日外国人向けに英語による番組配信を行っていたのを、日本での提携先を求めて来日したCNNの担当者が目の当たりにしたのがきっかけである。
  - 1999年9月まではJCTVとテレビ朝日によるCNNのニュース映像を扱った単独番組が、テレビ朝日系列の地上波で放送されていた。
  - 上記との関連から、テレビ朝日が出資しているインターネットテレビ局AbemaTVでもCNNのニュース映像が配信されている。
- 日本語ウェブサイト・CNN.co.jpは朝日インタラクティブが運営している。
  - フィーチャーフォン向けは有料サービスであったが、現在はパーソナルコンピュータ（ウェブブラウザ）、スマートフォンやタブレット端末向け（Android、iOS向けアプリケーション）で無料配信（プッシュ通知対応）している。
  - PC向けサービスは一度廃止した過去があった。
  - Windows Mobileでは閲覧できない時期があった。
- 一方、CNNはNHKとも提携関係にある（テレビ朝日より後に提携している）。
- CNNjは2024年9月1日から同年11月30日までの期間限定でスカパー!番組配信にて配信していた[12]。
- CNN/USはスカパー!オンデマンド（現・スカパー!番組配信）[13]並びにHulu（日本テレビグループ）[14]にて配信している。7:00から23:00の間でCNNjと同じ番組を放送している場合のみ、日本語通訳も付く。
- 日本国内の取材・営業等の拠点として、東京都港区虎ノ門3丁目7-10にCNN東京支局を置く。

### 放送
- CNNj
- CNN HD
- HLN（一部番組）
  - CNN10

### インターネット
- CNN.co.jp

### 雑誌・英語学習
- CNN ENGLISH EXPRESS

### 提携メディア

#### テレビ
- テレビ朝日
  - 日本ケーブルテレビジョン
- 日本放送協会

#### 新聞・雑誌
- 朝日新聞社
- 朝日出版社（CNN ENGLISH EXPRESS）

#### インターネット
- 朝日インタラクティブ（CNN.co.jp）

## その他・事件等
- 2010年11月5日、中国漁船と海上保安庁の巡視船「よなくに」、「みずき」が衝突する様子を収めた映像がYouTubeにアップロードされ世間を騒がせた尖閣諸島中国漁船衝突映像流出事件で、流出させた海上保安官がYouTubeへ映像を投稿する前に、CNN東京支局へ事件の映像を収めたSDカードを送付していたことが判明した。しかし、送付された動画は、他のマスコミに報道されるまで放送されることはなかった。そこで保安官本人は、YouTubeにて公開を行った。「読売新聞」によると、CNN東京支局は読売新聞からの取材に対してコメントを拒否した[15]が後日、同局はSDカードが入った封筒は差出人名、データの内容が明記されていなかったため、安全上の理由から破棄したと説明した[16]。
- 2013年、インドで生放送中に女性レポーターサラ・シドナーが男性の群衆に囲まれて強姦未遂の被害にあっている。[17][18]
- 2018年10月25日、BBCによると、デビー・ワッサーマン・シュルツの名前を騙ったパイプ爆弾の爆発物が、ヒラリー・クリントン、バラク・オバマ、CNN、ジョン・オーウェン・ブレナンCIA長官、エリック・ホルダー司法長官、ジョージ・ソロスに送られたが爆発しなかった[19]。10月26日にFBIは指紋からフロリダ州在住の熱烈なドナルド・トランプ支持者の56歳の男シーザー・セヨクを逮捕した[20][21]。
- 国際連合事務総長のアントニオ・グテーレスは、激化する地球温暖化を受けて、大手メディアに化石燃料業界の広告掲載（グリーンウォッシングへの協力）をやめるよう警告したが、CNNは化石燃料の広告を掲載し続けている[22]。

## 政権との対立

### ドナルド・トランプとの軋轢
ドナルド・トランプ米大統領は、就任直後からCNNを含む既存の報道各社を「フェイク・ニュース」を拡散させる存在として批判し続けている。その中で、2018年に発生した中米からの移民キャラバンをめぐる記者会見場では、質問をめぐりトランプ大統領とCNN記者が対立。記者はホワイトハウスへの出入禁止処分となった。
2020年6月、ドナルド・トランプ大統領は、CNNが行った2020年アメリカ大統領選挙に向けた世論調査について「偏向した質問事項とゆがんだ抽出方法を通じ、米国の有権者を欺く狙いがある」として批判、調査結果の撤回と謝罪を要求した。調査結果では、トランプ大統領の対抗馬であるジョー・バイデンが大幅にリードしている結果を示していた。これに対して、CNNの執行副社長は「アメリカの政治家や選挙陣営がCNNの世論調査の結果を気に入らないという理由で法的措置を示唆してきたのは初めてだ」として謝罪を拒否した。